# الحملات البحرية العثمانية في المحيط الهندي

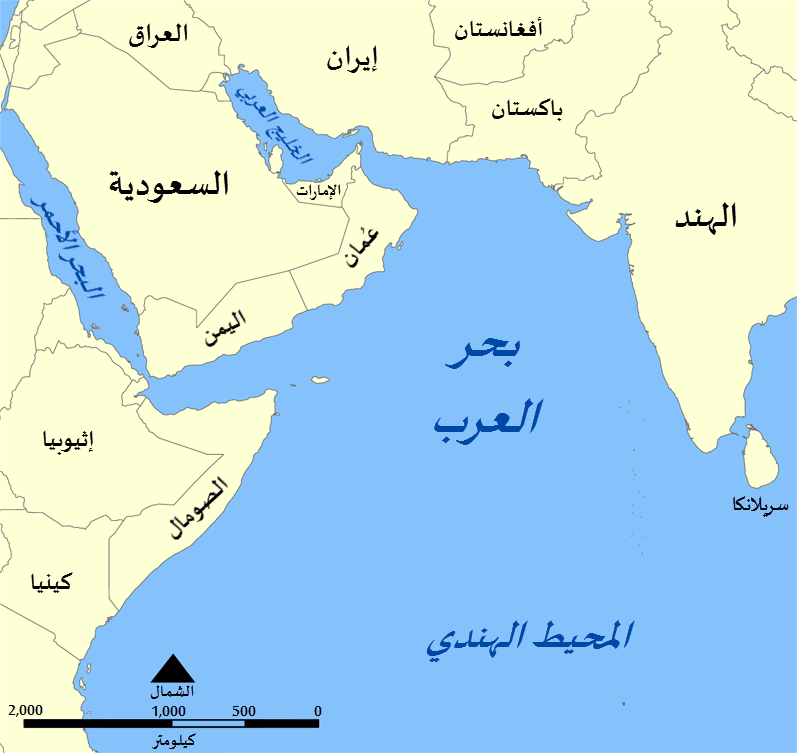
بحر العرب

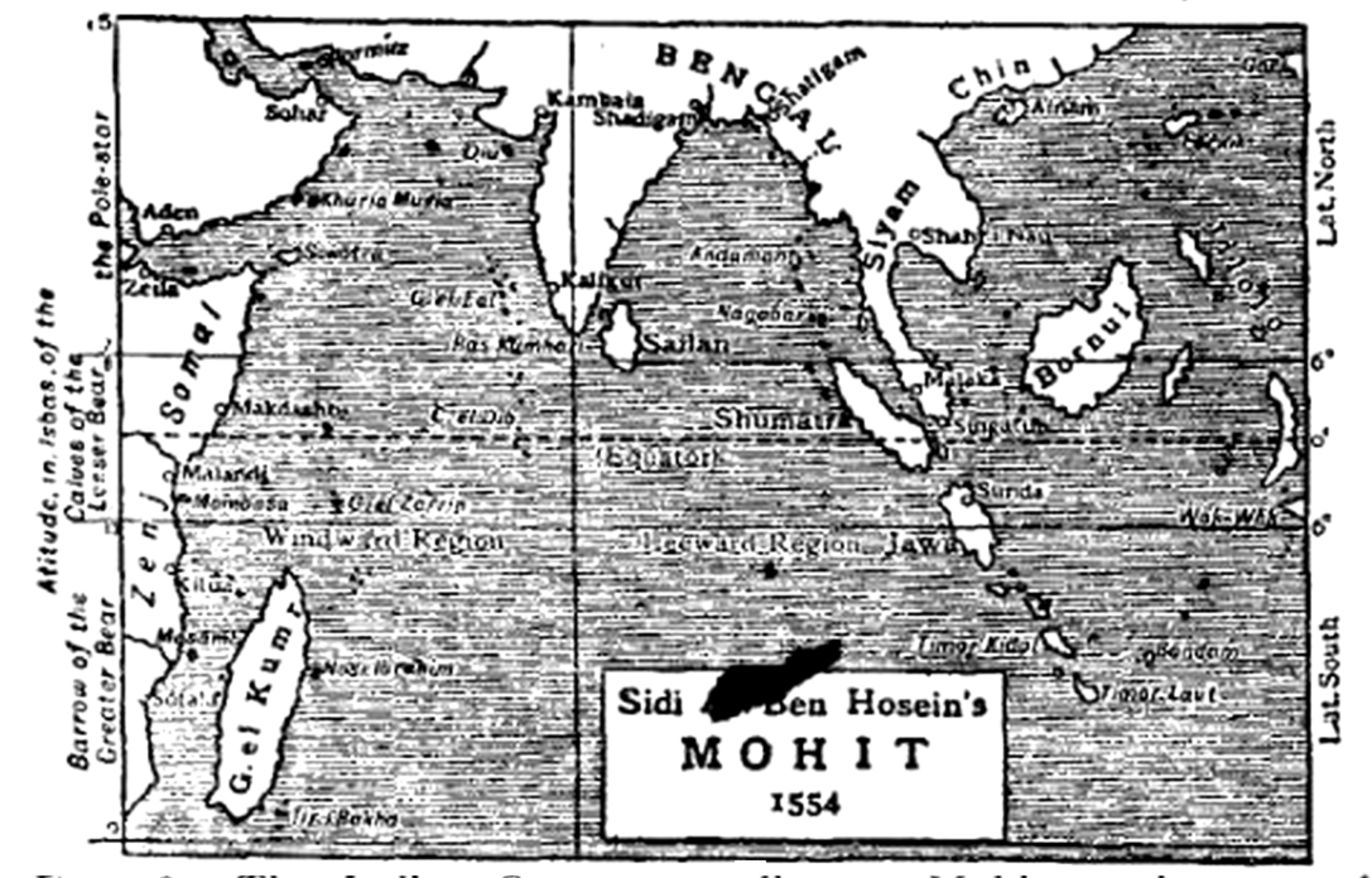
إعادة تمثيل لمعلومات العثمانيين عن الحيط الهندي عام 1911، المسجلة من قبل سيدي علي ريس في خريطة محيط 1554

العثمانية للحملات البحرية في المحيط الهندي  (بالتركية: Hint seferleri)‏ أو Hint Deniz seferleri, lit. «حملات المحيط الهندي») سلسلة من العمليات العثمانية العسكرية البرمائية في المحيط الهندي في القرن 16 الميلادي، خلال أربع حملات بين عامي 1538 و1554م، في عهد سليمان القانوني.

## خلفية

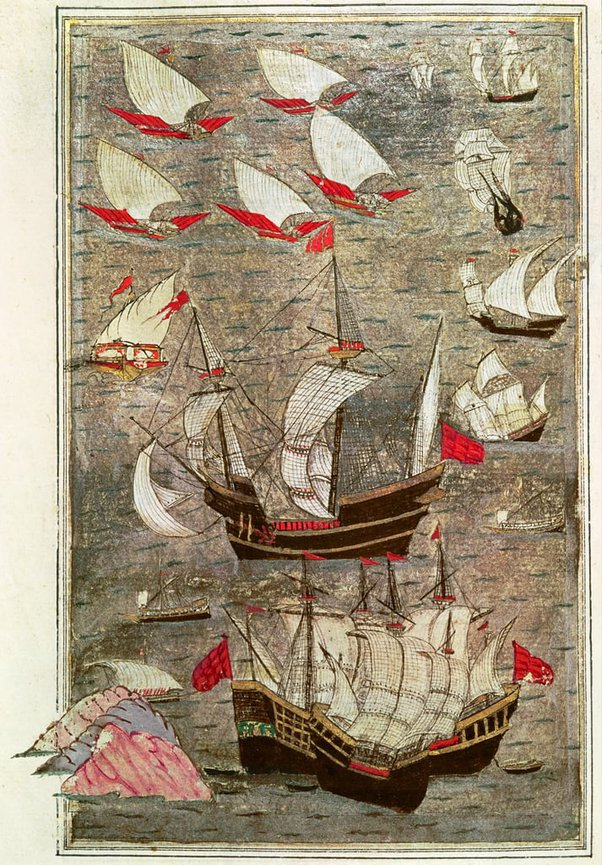
الأسطول العثماني في المحيط الهندي في القرن 16.

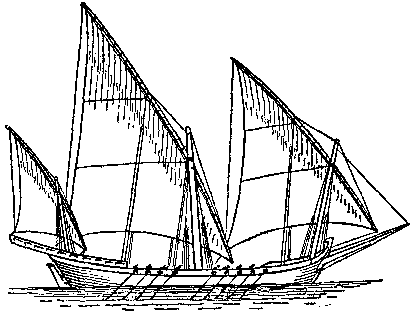
قارب عثماني ذو ثلاث صواري مع ثلاثة أشرعة مثلثية ومجاذيف.

بعد رحلات فاسكو دا جاما قام أسطول برتغالي قوي بالسيطرة على المحيط الهندي في مطلع القرن 16 الميلادي، وهدد المدن الساحلية من شبه الجزيرة العربية والهند، وكان مقر البحرية البرتغالية في غوا، وهي مدينة على الساحل الغربي للهند عام 1510م.
بدأت السيطرة العثمانية على البحر الأحمر، وفي الوقت نفسه عام 1517م؛ عندما ضم سليم الأول للإمبراطورية العثمانية بعد معركة الريدانية، وبعدما انضمت المناطق المأهولة من شبه الجزيرة العربية (الحجاز وتهامة) إلى العثمانيين، قدم بيري ريس خريطته الشهيرة للعالم للسلطان سليم بعد بضعة أسابيع فقط من وصوله إلى مصر؛ يوجد الجزء الذي يغطي المحيط الأطلسي والأمريكتين حالياً في متحف توب قابي، أما الجزء الذي يغطي المحيط الهندي فهو مفقود، ويُحتمل أن سليمًا قد أخذها ليستخدمها في التخطيط لحملات عسكرية مستقبلية في هذ المنطقة. بعد الهيمنة العثمانية في البحر الأحمر بدأت مرحلة الصراع العثماني البرتغالي، فدخل سليم في مفاوضات مع السلطان المظفر الثاني سلطان غوجارات (سلطنة في شمال غرب الهند) حول احتمالية ضربة مشتركة ضد البرتغاليين في غوا، إلا أن سليمًا تُوفي عام 1520م.

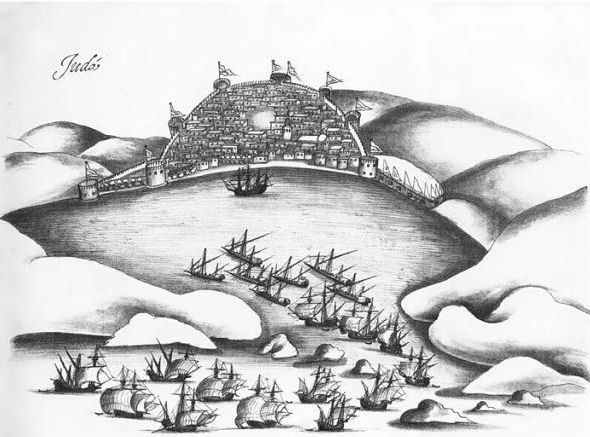
الأدميرال العثماني سلمان ريس يدافع عن جدة ضد الهجوم البرتغالي الهجوم عام 1517.

في عام 1525م تم تعيين القرصان السابق سلمان ريس أدميرالًا لأحد الأساطيل العثمانية الصغيرة في عهد سليمان القانوني في البحر الأحمر، والتي كانت مكلفة بالدفاع عن المدن الساحلية العثمانية ضد الهجمات البرتغالية، وفي 1534م ضم سليمان معظم العراق، وبحلول عام 1538م كان العثمانيون قد وصلوا إلى البصرة، مما يعني الخليج العربي، ولم تزل الدولة العثمانية تواجه سيطرة البرتغاليين على السواحل؛ فمعظم المدن الساحلية في شبه الجزيرة العربية كانت إما موانئ، وإما أقاليم برتغالية. أيضًا كان الصراع العثماني البرتغالي ذا بعد اقتصادي؛ ففي القرن 15 الميلادي كانت أهم طرق التجارة من الشرق الأقصى إلى أوروبا، وهو ما يُعرَف بطريق التوابل، تمر خلال البحر الأحمر ومصر، لكن بعد الالتفاف حول أفريقيا تناقصت إيرادات التجارة. ولأن الدولة العثمانية كانت قوة بحرية رئيسية في البحرالمتوسط لم يكن من الممكن نقل الأسطول على البحر الأحمر، (كان ذلك قبل حفر قناة السويس)، لذا تم بناء أسطول جديد في السويس باسم «الأسطول الهندي»، ومع ذلك فالسبب الظاهر من الحملات في المحيط الهندي كانت دعوة من الهند.

## حملة سليمان باشا الخادم 1538
ناشد بهادر شاه ابن مظفر الثاني حاكم كجرات، الذي تفاوض مع السلطان سليم من قبل القسطنطينية، من أجل العمل المشترك ضد البحرية البرتغالية، فاستغل سليمان الأول هذه الفرصة للتحقق من الهيمنة البرتغالية على المحيط الهندي، وعين سليمان باشا الخادم كأدميرال لأسطول المحيط الهندي، وتألفت قوة ذلك الأسطول من حوالي 90 قادسًا، وفي عام 1538م أبحر إلى الهند عبر البحر الأحمر وبحر العرب، إلا أنه علم أن بهادر شاه قد قتل خلال اشتباكات مع القوات البحرية البرتغالية، وأن خليفته قد تحالف مع البرتغال، فقرر العودة بعد فشل الحصار على ديو، وفي طريق عودته إلى السويس غزا معظم اليمن، بما في ذلك عدن، وبعد تلك الحملة، تمت ترقية سليمان باشا لمنصب الصدر الأعظم.

## حملة بيري ريس 1548-1552

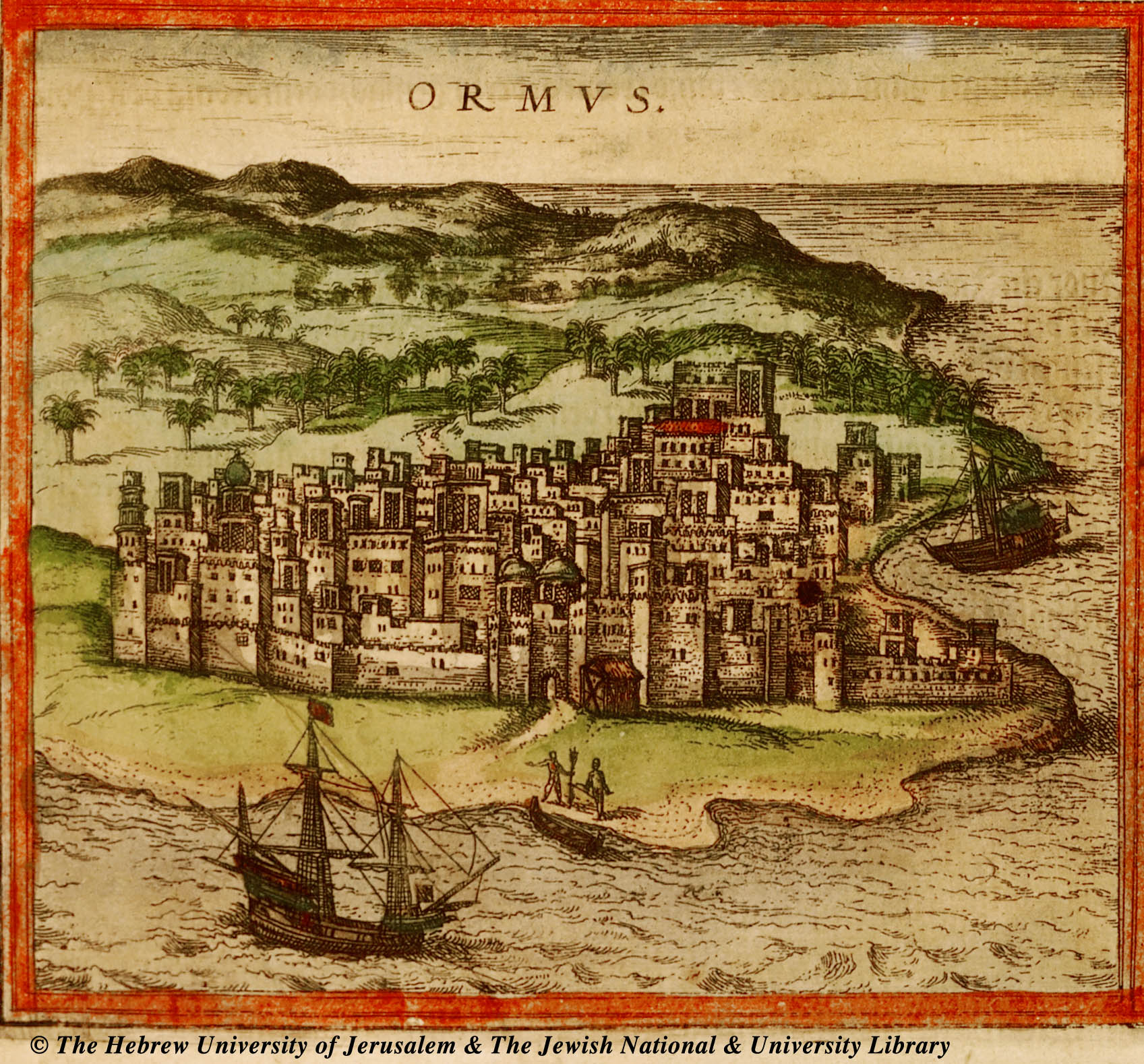
وصول السفن البرتغالية إلى هرمز.

مسار بيري ريس عام 1552.

بعد الحملة الأولى استولت البحرية البرتغالية على عدن، وضربت حصارًا على مدينة جدة (المملكة العربية السعودية)، وحاولت أن تخترق البحر الأحمر، فقامت الدولة العثمانية بالإعداد لحملة ثانية، وكان الهدف من الحملة الثانية استعادة السلطة العثمانية في البحر الأحمر واليمن، وكان الأدميرال المعين على رأس هذه الحملة بيري ريس قد استعاد عدن في 1549م، وبالتالي تم تأمين البحر الأحمر.
وبعد ثلاث سنوات أبحر من السويس مرة أخرى مع 30 سفينة لانتزاع جزيرة هرمز، مفتاح الخليج العربي من البرتغال؛ فسيطر بيري ريس على مسقط في طريقه، وبالتالي تم توسيع السلطة العثمانية بقدر حتى عمان، وحاصر هرمز، لكنه لم يوفق؛ فاستولى على المدينة، ولكن بقيت القلعة على حالها. وبعد الاستيلاء على شبه جزيرة قطر والبحرين، وتلقي تقارير تفيد اقتراب الأسطول البرتغالي، قرر بيري ريس سحب الأسطول إلى البصرة، وعاد إلى السويس مع قاربين كانا من ممتلكاته الشخصية، فحكم السلطان على بيري ريس بالموت جرَّاء ذلك، وأُعدم بالفعل في 1553م.

## حملة مراد ريس الكبير 1553
كان الغرض من هذه الحملة إعادة الأسطول إلى السويس، وكان الأدميرال مراد ريس الأكبر السنجق (الحاكم) السابق للقطيف على رأس هذه الحملة، وبينما كان يحاول الإبحار في الخليج العربي واجه أسطولًا برتغاليًّا كبيرًا، بقيادة دوم ديوغو دي نورونها، في المواجهة البحرية المفتوحة الأكبر بين البلدين، وقد نجح مراد في إغراق بارجة نورونها الرئيسية بمدفعيته، بيد أن التغيير المفاجئ في الرياح أجبره على العودة إلى البصرة.

## حملة سيدي علي ريس 1553

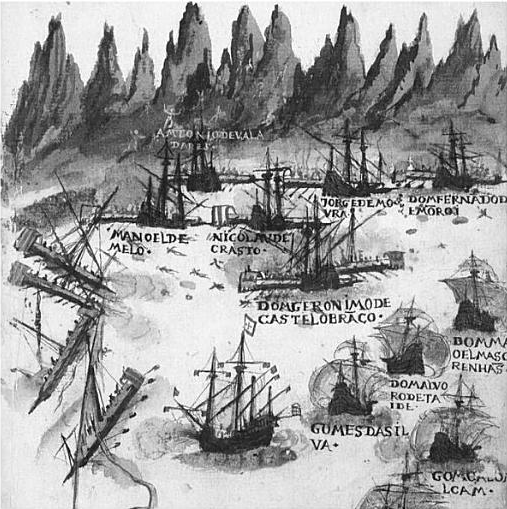
سيدي علي ريس في مواجهة الأسطول البرتغالي.

تم تعيين الأدميرال سيدي علي ريس بعد فشل الحملة الثالثة عام 1553م، ولكن كان ما وجده في البصرة مجموعة من القوارب المهملة، ومع ذلك، وبعد بعض الصيانة قرر الإبحار بها، ومر عبر مضيق هرمز، وبدأ بالإبحار على طول الشواطئ العمانية؛ حيث اشتبك مع الأسطول البرتغالي مرتين، ولم يكن محظوظا للغاية؛ إذ واجه عاصفة كبيرة سُميت من قبل السكان المحليين بـ الإعصار الفيل (طوفان الفيل)، وبعد العاصفة تبقى له 6 سفن جنحت إلى الهند التي كانت الهدف الأصلي لكل تلك الحملات طوال 15 عامًا، ولم يعدْ ما تبقى من هذا الأسطول صالحًا مما أدى إلى عودته برًّا مع خمسين رجلًا، ثم وصل سيدي علي ريس إلى الديوان الملكي للإمبراطور المغولي همايون في دلهي؛ حيث التقى الإمبراطور المغولي تانستقبلي جلال الدين أكبر، الذي كان يبلغ من العمر آنذاك اثني عشر عامًا.
كان الطريق من الهند إلى تركيا في غاية الخطورة بسبب الحرب بين الدولة العثمانية والفرس، فعاد سيدي علي ريس، بعد توقيع معاهدة أماسيا بين البلدين في عام 1555م، وألف كتابًا سمَّاه (مرآة الممالك)، وكان عن هذه المغامرة، وقدمه للسلطان سليمان عام 1557م. يعتبر هذا الكتاب الآن واحدًا من أقدم كتب الرحلات في الأدب العثماني، كما ألف كتاب «المحيط في علم الأفلاك والأبحر»، والذي اشتهر باسم «محيط»، واعتمد فيه اعتمادًا وثيقًا على علم الملاحة العربي، وأهمها مؤلفات ابن ماجد وتلميذه سليمان المهري، التي قال عنها في كتابه: «إذ الملاحة بدون هذه الكتب جدٌّ متعذرةٌ».

## فيما بعد
كانت الحملات البحرية على المحيط الهندي بالكاد ناجحة؛ فالأهداف الرئيسية من التحقق من الهيمنة البرتغالية في المحيط الهندي، ومساعدة الحاكم الهندي المسلم لم تتحقق، وعلى الرغم مما سُمي: «مزايا ساحقة للبرتغال» كانت الدولة العثمانية أكثر ثراءً وسكانا من البرتغال، وأكثر قربا من السكان؛ فقد كانت معتنقة نفس دين معظم سكان المناطق الساحلية في حوض المحيط الهندي، وكانت قواعدها البحرية أقرب إلى مسرح العمليات.
من ناحية أخرى تم ضم اليمن فضلًا عن الضفة الغربية من البحر الأحمر، المقابلة للشريط الساحلي الضيق من السودان وإريتريا من قبل أوزدمير باشا نائب سليمان باشا الخادم، وتم إنشاء ثلاث مقاطعات في شرق أفريقيا: مصوعوالحبشة وسواكن، وأصبحت الموانئ في جميع أنحاء شبه الجزيرة العربية أيضًا مؤمَّنة.
أحيانًا تعتبر مساعدة العثمانيين لآتشيه (في سومطرة بإندونيسيا) عام 1569م جزءًا من هذه الحملات؛ (كانت بقيادة أمير البحر العثماني: كوردوغلو خضر ريس)، بيد أن هذه الحملة لم تكن حملة عسكرية.
ومن المعروف أن صقللي محمد باشا الصدر الأعظم للدولة بين عامي 1565 و1579م اقترح قناة تربط بين البحر الأبيض المتوسط والبحر الأحمر، فإذا أمكن تحقيق هذا المشروع سيكون من الممكن للسفن المرور عبر القناة إلى المحيط الهندي، إلا أن هذا المشروع كان يفوق القدرات التكنولوجية في القرن 16 الميلادي؛ فقناة السويس لم تُفتَح حتى عام 1869م، أي بعد ذلك بنحو ثلاثة قرون ميلادية.

## لمزيد من الاطلاع
- Casale، Giancarlo (2010). The Ottoman Age of Exploration. Oxford: Oxford University Press. ISBN:978-0-19-537782-8.